# Buồn

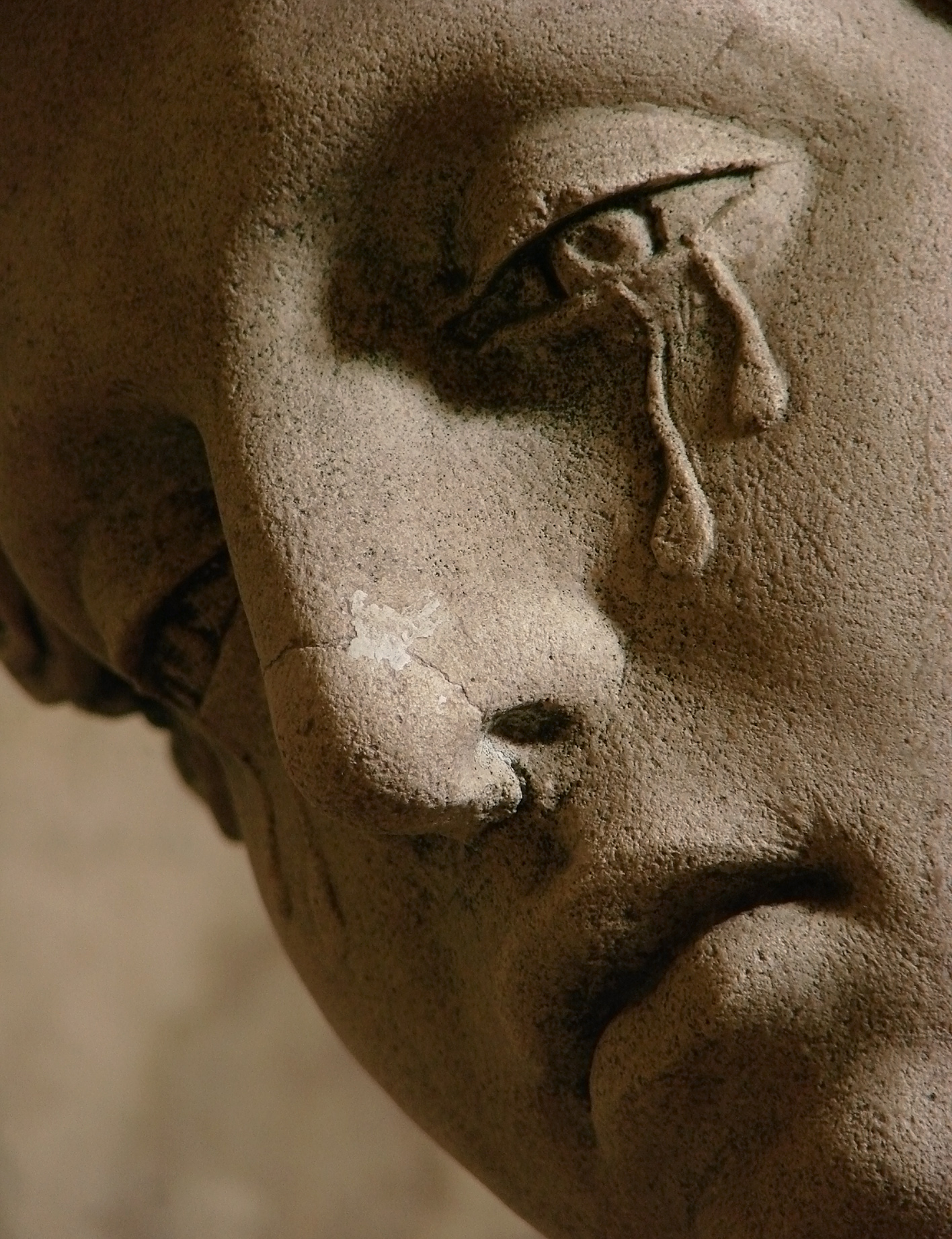
Bức tượng Entombment of Christ năm 1672 mô tả Mary Magdalene đang khóc

Buồn (hay buồn rầu, buồn bã, buồn tẻ, buồn tủi, âu sầu, u sầu, sầu, rầu, bi ai, bi, bi thương, phiền lòng, phiền muộn) (tiếng Anh: Sad) là một trong các trạng thái tình cảm, cảm xúc của con người, đối lập với vui.

## Đặc điểm

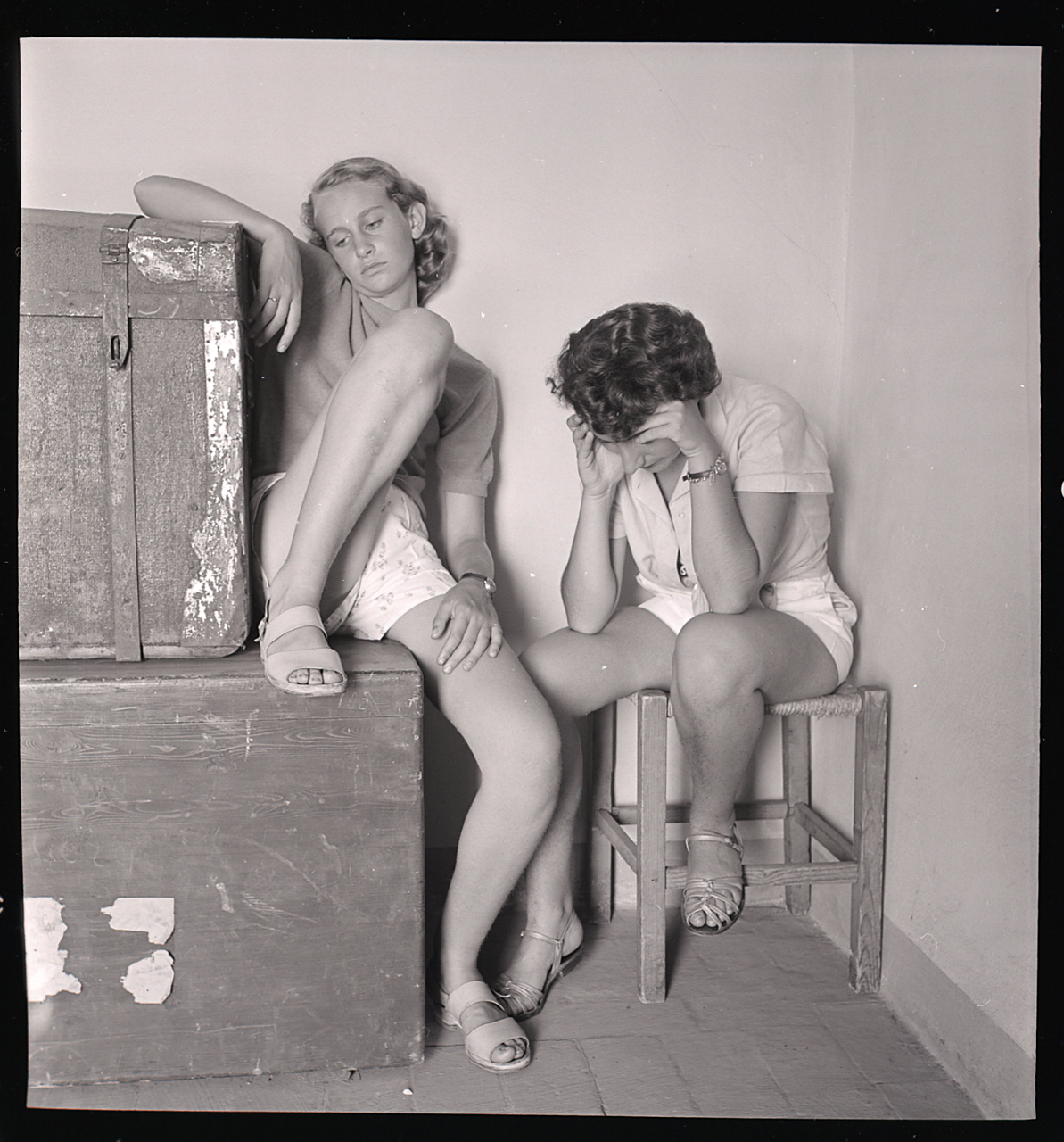
Hai cô gái buồn bã

Bản chất của cảm xúc là kết quả phản ứng và biến đổi của tâm sinh lý thông qua trạng thái rung cảm với nội tại trong cơ thể và với môi trường xung quanh. Trong khi suy nghĩ, ý chí và niềm tin của bạn tạo ra tần số rung cảm với bất kỳ điều gì bạn để ý tới, khiến trạng thái tinh thần luôn biến động theo những dòng suy nghĩ miên man bất tận. Sự rung động trong lòng khi tiếp xúc với sự việc gì, tạo nên một quá trình tâm lý, từ đó tác động đến biến đổi sinh lý. Tùy theo mức ảnh hưởng tốt, xấu do tác động để lại, tồn tại rất nhiều nguồn năng lượng tích cực và tiêu cực khác nhau, ở nhiều dạng tốt và xấu khác nhau, có cái có thể nhận diện được, có cái không.
Cảm xúc sẽ phai nhạt theo thời gian, tuy nhiên nếu một người mang cảm xúc tiêu cực kéo dài sẽ trở nên trầm cảm. Mỗi nguyên nhân khác nhau gây ra tác động tiêu cực mà chúng ta gặp phải, sẽ có tác động ít nhiều khác nhau đến tâm trạng. Tùy theo mức độ tác động, có thể có biện pháp hóa giải thích ứng. Cảm xúc có thể được chuyển hóa nhưng một số trường hợp có thể không được chuyển hóa được hoàn toàn. Có góc nhìn cho rằng, thông qua giá trị "buồn" để biết giá trị "vui", vui hay buồn chỉ khác nhau ở cách tiếp nhận. Biểu hiện của buồn là khóc, mặt u sầu, chán nản.

## Thời thơ ấu
Margaret Mahler coi khả năng cảm nhận nỗi buồn là một thành tựu về mặt cảm xúc, trái ngược với việc ngăn chặn nó bằng cách tăng động không ngừng nghỉ. Tương tự, D. W. Winnicott cũng nhìn nhận trong tiếng khóc vì buồn, có nguồn gốc của những trải nghiệm âm nhạc quý giá trong cuộc sống sau này.

## Khoa học thần kinh
Nhiều nghiên cứu về bản chất thần kinh của nỗi buồn đã được thực hiện. Theo American Journal of Psychiatry, nỗi buồn được phát hiện là gắn liền với sự gia tăng hoạt động hai bên (tiếng Anh: bilateral activity) ở một số vùng của não.

## Cơ chế phòng vệ

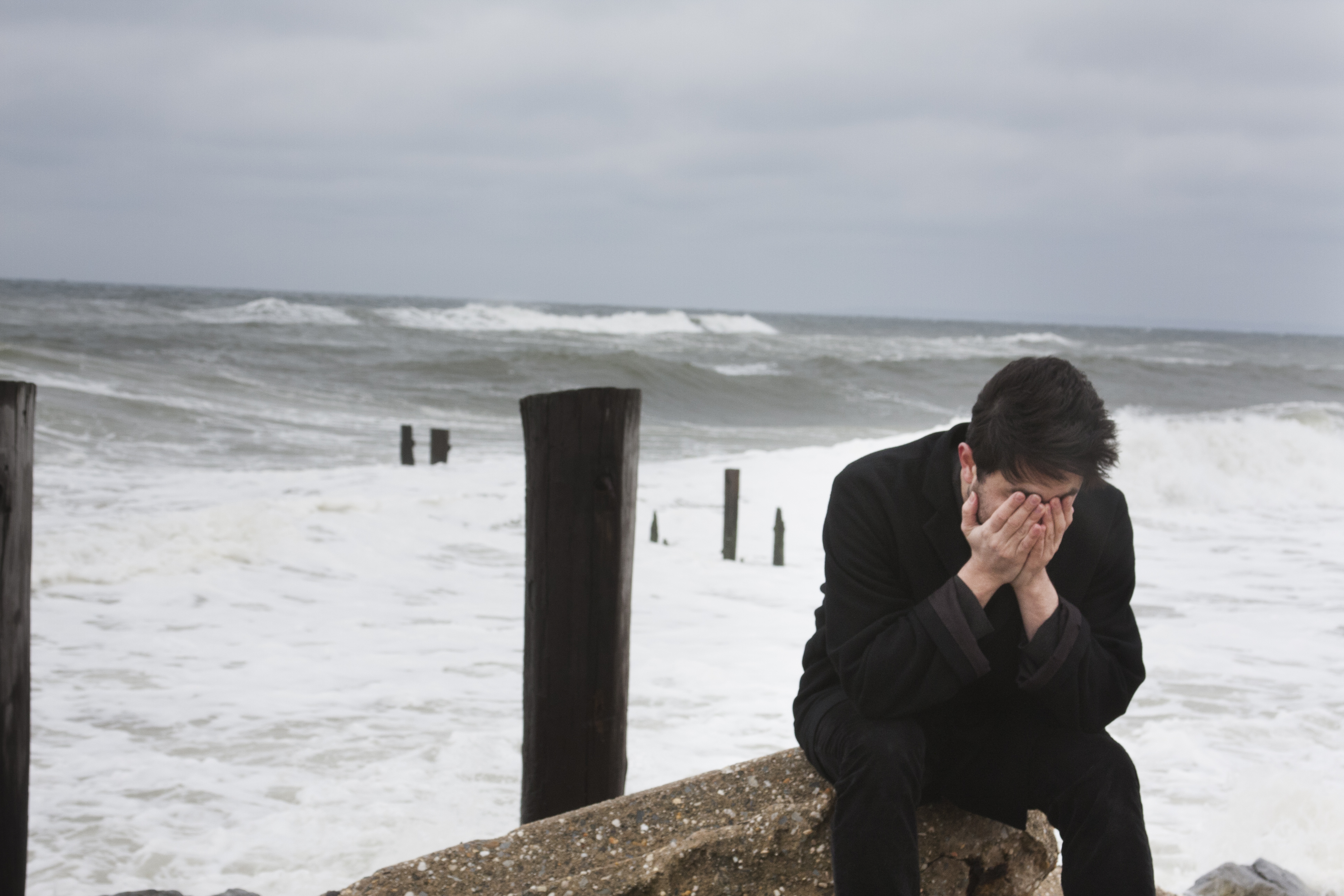
Một người đàn ông thể hiện nỗi buồn với hai bàn tay che mặt

Mọi người đối phó với nỗi buồn theo nhiều cách khác nhau. Nỗi buồn là một cảm xúc quan trọng bởi lẽ nó là động lực để con người xử lý tình huống. Một số cơ chế phản ứng bao gồm: tìm trợ giúp từ xã hội hay dành thời gian với vật nuôi, tạo danh sách, hoặc tham gia vào một số hoạt động thể hiện nỗi buồn.